# Ambillou-Château
Ambillou-Château is een plaats en voormalige gemeente in het Franse departement Maine-et-Loire in de regio Pays de la Loire en telt 885 inwoners (2004). De plaats maakt deel uit van het arrondissement Saumur.

## Geschiedenis
De plaats maakt sinds 22 maart 2015 deel uit van het op die dag gevormde kanton Doué-la-Fontaine toen het kanton Gennes, waar de gemeente daarvoor onder viel, werd opgeheven. Op 1 januari 2016 fuseerde de gemeente met Louerre en Noyant-la-Plaine tot de  commune nouvelle Tuffalun.

## Geografie
De oppervlakte van Ambillou-Château bedraagt 20,2 km², de bevolkingsdichtheid is 43,8 inwoners per km².
De onderstaande kaart toont de ligging van Ambillou-Château met de belangrijkste infrastructuur en aangrenzende gemeenten.

## Demografie
Onderstaande figuur toont het verloop van het inwonertal.